# モミジアオイ

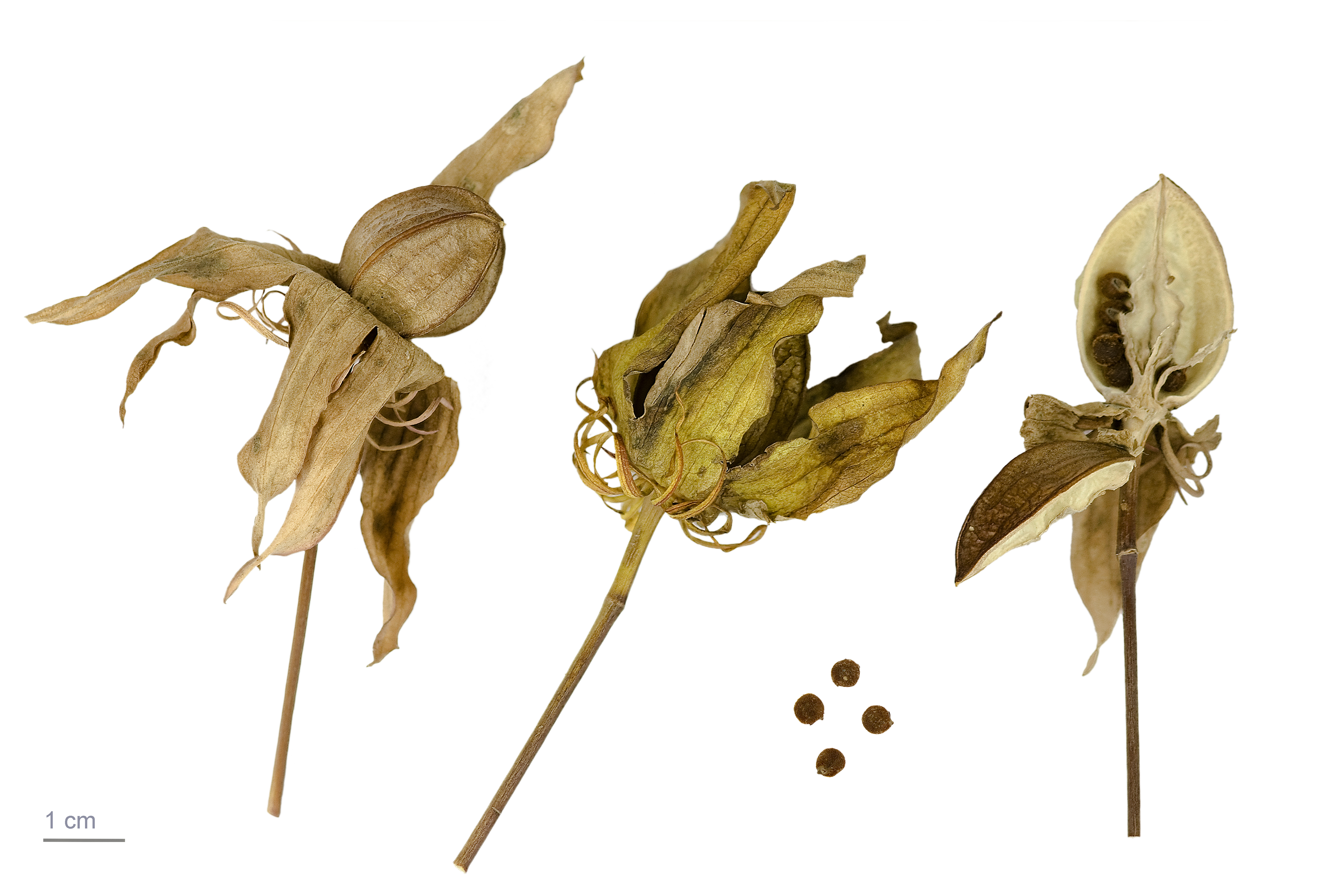
Hibiscus coccineus

モミジアオイ（紅葉葵、学名：Hibiscus coccineus）は、アオイ科の宿根草。別名は、紅蜀葵（こうしょっき）。

## 特徴
北米原産。背丈は1.5～2mくらいで、ハイビスカスのような花を夏に咲かせる。茎は、ほぼ直立する。触ると白い粉が付き、木の様に硬い。同じ科のフヨウに似るが、花弁が離れているところがフヨウと違うところ。
和名のモミジアオイは、葉がモミジのような形であることから。
花の径は15cm～20cmで色は鮮やかな緋色、開花時期は夏の7月～9月。